# ColorOS
ColorOS è un sistema operativo per dispositivi mobili sviluppato da Oppo basato su Android Open Source Project (AOSP). 
Creata nel 2013 con Android Jelly Bean, venne inizialmente utilizzato da Realme prima di essere rimpiazzato da Realme UI nel 2020. A partire dalla serie OnePlus 9, ColorOS sarà installato su tutti gli smartphone OnePlus prodotti in Cina al posto di HydrogenOS (versione di OxygenOS per il mercato cinese).

## Cronologia delle versioni
| Versione di ColorOS | Versione di Android | Data di rilascio  |
| ------------------- | ------------------- | ----------------- |
| 1.0                 | 4.1 Jelly Bean      | 23 settembre 2013 |
| 2.0                 | 4.4 Kitkat          |                   |
| 2.1                 | 5.0 Lollipop        |                   |
| 2.1.0i              | 5.0                 |                   |
| 3.0                 | 5.1                 | 17 marzo 2016     |
| 3.1                 | 7.0 Nougat          |                   |
| 3.2                 | 7.0 Nougat          |                   |
| 5.0                 | 8.0 Oreo            |                   |
| 5.1                 | 8.0 Oreo            |                   |
| 5.2                 | 8.0 Oreo            |                   |
| 5.2.1               | 8.0 Oreo            |                   |
| 6.0                 | 9 Pie               | 17 marzo 2019     |
| 6.0.1               | 9 Pie               |                   |
| 6.1                 | 9 Pie               |                   |
| 6.1.2               | 9 Pie               |                   |
| 6.7                 | 10                  |                   |
| 7.0                 | 10                  | 20 novembre 2019  |
| 7.1                 | 10                  |                   |
| 7.2                 | 10                  |                   |
| 11                  | 11                  | 14 settembre 2020 |
| 11.1                | 11                  | 23 dicembre 2020  |
| 11.2                | 11                  |                   |
| 11.3                | 11                  |                   |
| 12                  | 11/12               | 16 settembre 2021 |
| 12.1                | 12                  | 24 febbraio 2022  |
| 13                  | 13                  | 19 agosto 2022    |
| 13.1                | 13                  | 21 marzo 2023     |
| 13.2                | 13                  | 29 agosto 2023    |
| 14                  | 14                  | 16 novembre 2023  |
| 14.1                | 14                  | 23 maggio 2024    |
| 15.0                | 15                  | 17 ottobre 2024   |